# Musée Ernest-Renan
Le  musée Ernest-Renan est situé 20 rue Ernest-Renan à Tréguier, dans le département français des Côtes-d'Armor. Consacré à l'écrivain et philosophe breton Ernest Renan, il est installé dans sa maison natale.

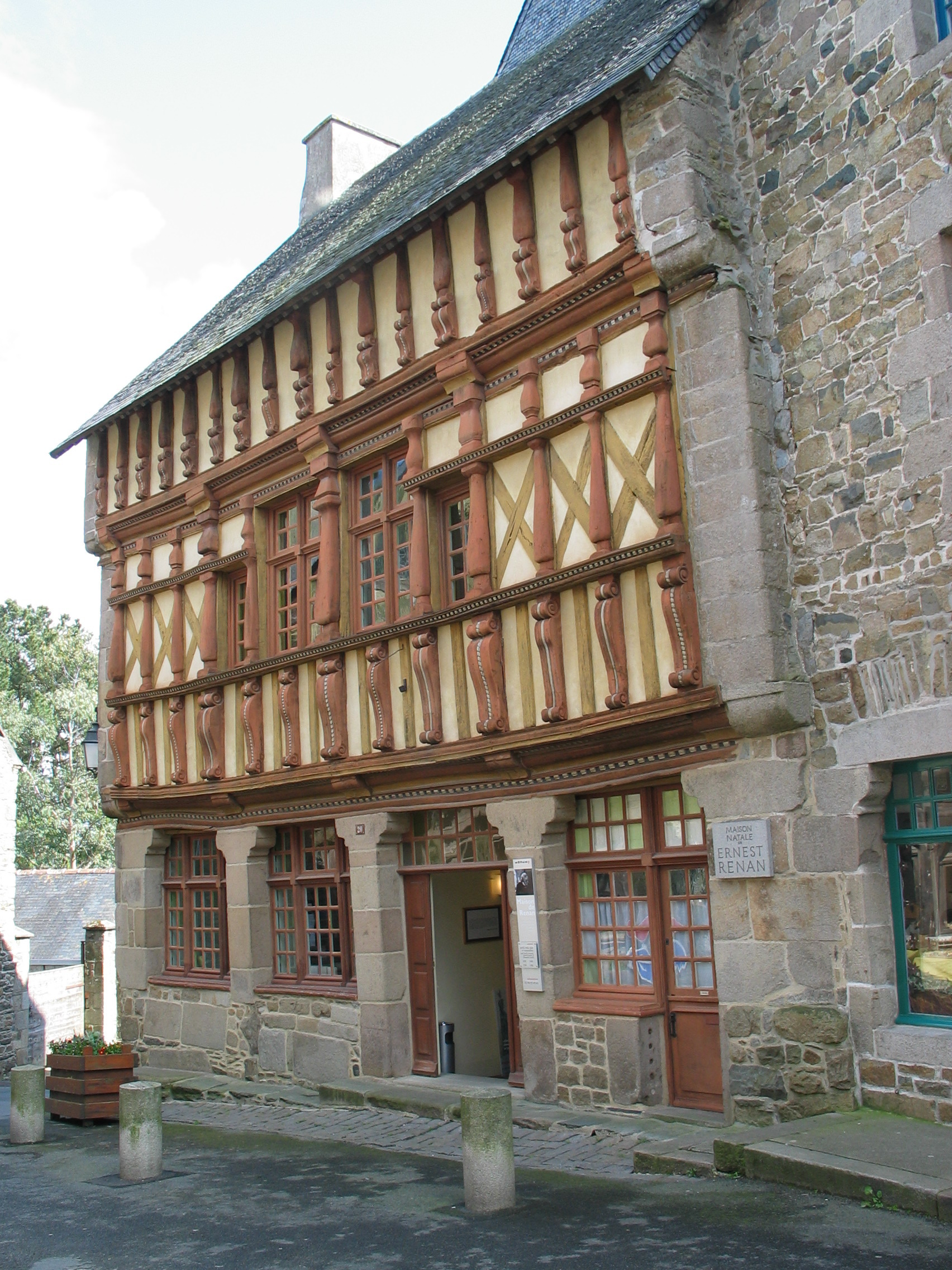
Vue de côté

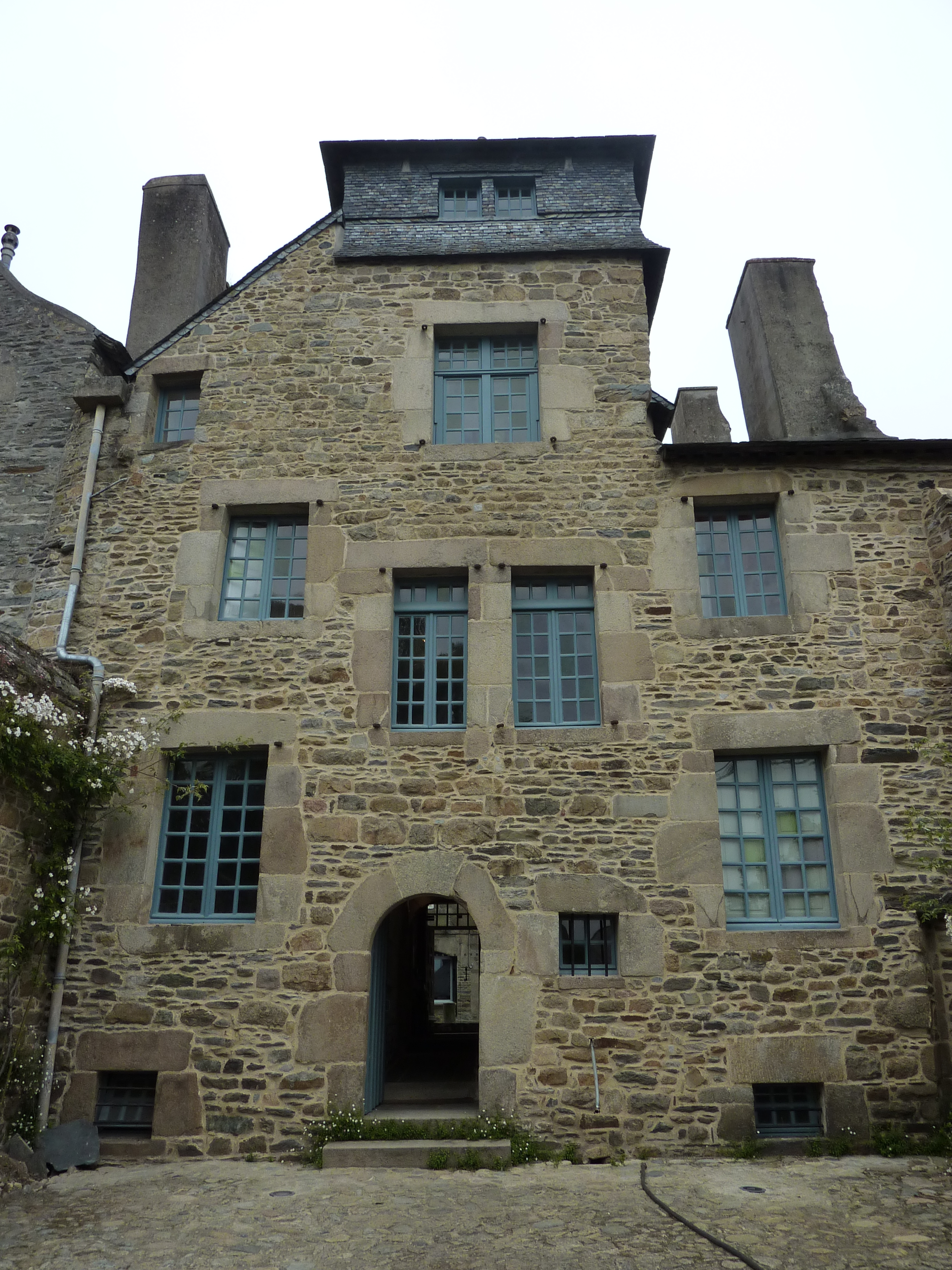
Façade arrière, depuis le jardin

## La maison
Il s'agit de la maison natale de l’écrivain Ernest Renan, qui y vécut jusqu'à l’âge de quinze ans. Construite à la fin du XVIe siècle avec une architecture typique de l'architecture du Trégor, elle présente une façade avant à couleur jaune ocre et à pans de bois (façade enrichie en 1947 puis en 1992 lors du centenaire de la mort de Renan) et une façade arrière en granite. Acquise par les grands-parents du savant en 1780, cette maison de bourgeois notable est transformée en musée qui est inauguré en juillet 1947.
Gérée par le centre des monuments nationaux, elle fait l’objet d’un classement au titre des monuments historiques depuis le 20 avril 1944. Elle a reçu le Label Maison des Illustres en 2011.